# Airbus Defence and Space
Airbus Defence and Space  — є підрозділом Airbus SE. Airbus SE, створена в 2014 році в рамках реструктуризації Європейської аеронавігаційної оборонної і авіакосмічної компанії (англ. European Aeronautic Defence and Space Company, EADS), складається з колишніх підрозділів Airbus Military, Astrium і Cassidian. Вкладаючи 21% доходів Airbus у 2016 році, це друга за величиною космічна компанія у світі.
Станом на 2023 рік у підрозділі працювало 134 000 людей з 86 національностей, яка здійснює свою діяльність в 35 країнах світу.

## Історія
Ще в 1995 році німецька аерокосмічна та оборонна компанія DaimlerChrysler Aerospace (DASA) та її британський аналог British Aerospace, прагнули створити транснаціональну аерокосмічну та оборонну компанію. Дві компанії перагнули залучити до проекту французьку корпорацію Aérospatiale — ще одну велику європейську аерокосмічну компанію, але лише після її приватизації, оскільки вона належала французькій державі. Однак злиття не вдалось, і British Aerospace відмовилася від злиття DASA на користь придбання свого національного конкурента Marconi Electronic Systems (MES), який був підрозділом електроніки компанії General Electric Company. Про злиття British Aerospace і MES для створення BAE Systems було оголошено 19 січня 1999 року та завершено 30 листопада.
|                      |                      |                                                  |                                                  |                                                  |                                                  |                                                  |                                                  |                              |                              |                              |                              |      |
| 1970                 | 1992                 | 2000                                             | 2000                                             | 2001                                             | 2006                                             | 2009                                             | 2010                                             | 2014                         | 2015                         | 2017                         | 2017                         | 2017 |
|                      |                      | European Aeronautic Defence and Space Company NV | European Aeronautic Defence and Space Company NV | European Aeronautic Defence and Space Company NV | European Aeronautic Defence and Space Company NV | European Aeronautic Defence and Space Company NV | European Aeronautic Defence and Space Company NV | Airbus Group NV              | Airbus Group SE              | Airbus Group SE              | Airbus SE                    |      |
| Airbus Industrie GIE | Airbus Industrie GIE | Airbus Industrie GIE                             | Airbus Industrie GIE                             | Airbus SAS                                       | Airbus SAS                                       | Airbus SAS                                       | Airbus SAS                                       | Airbus SAS                   | Airbus SAS                   |                              | Airbus SE                    |      |
| Airbus Industrie GIE | Airbus Industrie GIE | Airbus Industrie GIE                             | Airbus Industrie GIE                             |                                                  |                                                  | Airbus Military SAS                              | Airbus Military SAS                              | Airbus Defence and Space SAS | Airbus Defence and Space SAS | Airbus Defence and Space SAS | Airbus Defence and Space SAS |      |
|                      |                      | EADS Defence and Security                        | EADS Defence and Security                        | EADS Defence and Security                        | EADS Defence and Security                        | EADS Defence and Security                        | Cassidian SAS                                    | Airbus Defence and Space SAS | Airbus Defence and Space SAS | Airbus Defence and Space SAS | Airbus Defence and Space SAS |      |
|                      |                      | Astrium SAS                                      | Astrium SAS                                      | Astrium SAS                                      | EADS Astrium SAS                                 | EADS Astrium SAS                                 | EADS Astrium SAS                                 | Airbus Defence and Space SAS | Airbus Defence and Space SAS | Airbus Defence and Space SAS | Airbus Defence and Space SAS |      |
|                      | Eurocopter SA        | Eurocopter SA                                    | Eurocopter SAS                                   | Eurocopter SAS                                   | Eurocopter SAS                                   | Eurocopter SAS                                   | Eurocopter SAS                                   | Airbus Helicopters SAS       | Airbus Helicopters SAS       | Airbus Helicopters SAS       | Airbus Helicopters SAS       |      |
|                      |                      |                                                  |                                                  |                                                  |                                                  |                                                  |                                                  |                              |                              |                              |                              |      |
|                      |                      |                                                  |                                                  |                                                  |                                                  |                                                  |                                                  |                              |                              |                              |                              |      |